# 辛標信
辛標信（1736年9月12日—1776年6月10日），中国古籍称其为孟驳、懵駁，是緬甸貢榜王朝的第三代國王，1763年至1776年在位。他是貢榜王朝建立者雍笈牙的次子，也是先王囊陀基的弟弟。號「白象王」。
辛標信在位期間，緬甸不斷對外擴張。1762年起，因與清朝的領土和資源爭端，發生清緬戰爭，這場戰爭直到1769年才結束。
同時，辛標信亦對泰國發動攻勢。1764年，辛標信宣稱清邁和永珍是緬甸領土，派遣緬甸軍隊的主力入侵泰國大城王朝。1767年，辛標信攻佔阿瑜陀耶，滅暹羅。但不久緬甸為了對付清朝的入侵，不得不只留下三千兵力驻扎暹罗，全军調兵歸國抵御满清进攻。泰國將軍鄭昭由此得以击败国内其他割据势力，將緬甸軍隊驅逐了出去，重建暹罗。
1776年，辛標信在阿瓦逝世，其子新古王繼位。辛標信在位期間是貢榜王朝軍事勢力最鼎盛的時期，瑪哈·希哈修亞、瑪哈·希修、內苗·希哈巴迪、瑪哈·瑙亞塔、內苗·瑙亞塔、巴拉敏丁、登賈·敏康等将军都是活跃于这个时期的军事将领，在对清朝和暹罗的战争中功勋卓著。

## 影视形象
- 2003年电视剧《还珠格格》第三部 - 臧金生 饰